# ريك مالامبري
ريك مالامبري (بالإنجليزية: Rick Malambri)‏ (و. 1982  م) هو ممثل أفلام، وممثل تلفزي، وعارض، وراقص أمريكي، ولد في فلوريدا.

## التعليم
تعلم في Choctawhatchee High School ‏
.

## وصلات خارجية
- ريك مالامبري على موقع IMDb (الإنجليزية)
- ريك مالامبري على موقع ألو سيني (الفرنسية)
- ريك مالامبري على موقع ميوزك برينز (الإنجليزية)
- ريك مالامبري على موقع أول موفي (الإنجليزية)
- ريك مالامبري على موقع قاعدة بيانات الفيلم (الإنجليزية)
- ريك مالامبري على موقع كينوبويسك (الروسية)